# Sistema d'apprendimento linguistico Pimsleur
Il sistema d'apprendimento linguistico Pimsleur, detto anche Metodo Pimsleur, è un metodo di apprendimento di una lingua sviluppato dal linguista Paul Pimsleur. È basato su quattro principi: l'anticipazione, il richiamo ad intervallo graduato (Spaced Repetition System-SRS), il "vocabolario di base", e l'apprendimento organico.
Al contrario dell'insegnamento tradizionale in classe, il metodo Pimsleur funziona interamente attraverso l'ascolto. Le lezioni sfidano l'ascoltatore a richiamare e costruire frasi dalla memoria piuttosto che farle solo ripetere.  Le lezioni sono corte (durano 30 minuti) e progettate per essere ascoltate solo una volta. Il discente viene esaminato e riesaminato su materiale nuovo a intervalli variabili durante il corso per rinforzare la memoria.

## Come funziona
- Lo studente ascolta una registrazione sulla quale un madrelingua dice frasi culturalmente ricche sia nella lingua straniera sia nella lingua usata per l'insegnamento - di solito l'inglese per le lezioni oggigiorno disponibili, anche se il metodo non è legato ad una lingua specifica.
- Ad intervalli precisi (intervalli dilazionati), lo studente è invitato a ripetere parole e frasi, dopo di che lo speaker ne dà la forma corretta.
- Allo studente è poi presentata una nuova parola o frase e ne viene spiegato il significato (novità).
- Dopo avere ripetuto la frase un paio di volte, allo studente si chiede di ripetere la frase precedente, ma facendo proprie le parole e il significato di quella nuova (richiamo e costruzione).
- Vengono presentate altre nuove frasi, mentre quelle vecchie vengono richiamate a caso (anticipazione). Il richiamare a casaccio mantiene lo studente concentrato, obbligando la sua mente ad associare le parole con i significati.

## Principi d'apprendimento Pimsleur

### Il principio di anticipazione
I corsi di lingua comunemente richiedono allo studente di ripetere seguendo un istruttore, un modo di apprendimento che Pimsleur riteneva passivo. Pimsleur sviluppò una tecnica a "sfida e risposta" , in cui allo studente veniva chiesto di raggiungere la frase corretta nella lingua obiettivo, la quale veniva poi confermata. Questa tecnica sviluppava un modo attivo di apprendere, richiedendo allo studente di pensare prima di rispondere. Pimsleur ritiene che il principio di anticipazione rifletta meglio le conversazioni della vita reale dove colui che parla deve rievocare velocemente una frase dalla memoria.

### Richiamo ad intervallo graduato
Il richiamo ad intervallo graduato è un metodo per rinforzare il vocabolario appreso facendo sì che lo studente richiami alla memoria il materiale imparato una volta che è stato appreso e poi lo ripassi gradualmente in intervalli di tempo sempre più lunghi. È una versione di rammento attraverso ripetizione spaziata. Ad esempio, se lo studente impara la parola deux (in francese, "due"), allora viene testata ogni pochi secondi all'inizio, poi ogni pochi minuti, poi ogni poche ore, e poi ogni pochi giorni. Così, la parola gradualmente si sposta dalla memoria a breve termine alla memoria a lungo termine. I programmi d'apprendimento Pimsleur nella loro forma corrente chiedono in modo specifico che uno studente ascolti una lezione da trenta minuti ogni giorno - anche se sembra che pochi accettino questo consiglio -, poiché le lezioni sono progettate per l'uso ottimale del richiamo ad intervallo graduato.

### Vocabolario di base
Un fatto poco noto a proposito di una lingua è che un piccolo vocabolario di base viene usato per la maggior parte del tempo. Secondo certe stime, imparare cento parole è sufficiente per capire il 50% della lingua, 500 parole sono sufficienti per capirne l'80%, e 1200 sono sufficienti per capirne il 90%. Il metodo Pimsleur lavora insegnando un vocabolario di base che tenda ad essere usato più spesso nelle attività di ogni giorno (cioè: fare, dire, essere, i numeri, comprare, mangiare, bere, ecc.). Pimsleur non insegna mai la grammatica, lasciando piuttosto che sia lo studente a dedurla attraverso modelli comuni nelle frasi.

### Apprendimento organico
Il metodo Pimsleur cerca di insegnare, nel più breve tempo possibile, una padronanza funzionale nella comprensione e nel parlare una lingua. Tenta di lavorare su vocabolario, grammatica e pronuncia tutto in una volta, cercando nel frattempo anche di insegnare frasi che hanno un uso pratico nella vita quotidiana. Si è detto che la lingua è innanzitutto parlata. Con questo concetto in mente, Paul Pimsleur creò i suoi programmi di lingua in formato audio poiché credeva che gli studenti avrebbero imparato meglio con le orecchie che con gli occhi. Ciò viene raggiunto attraverso quello che Pimsleur chiamò "apprendimento organico", che comporta l'apprendimento su diversi fronti contemporaneamente. Il suo sistema cerca di insegnare allo studente grammatica, vocabolario e pronuncia in modo più naturale. Apprendere con le orecchie tende anche a ridurre gli accenti stranieri che possono essere acquisiti con il "leggere" parole memorizzate.